# North Caldwell
North Caldwell es una borough ubicada en el condado de Essex en el estado estadounidense de Nueva Jersey. En el año 2010 tenía una población de 6.183 habitantes y una densidad poblacional de 792,69 personas por km².

## Geografía
North Caldwell se encuentra ubicado en las coordenadas 40°51′48″N 74°15′59″O / 40.86333, -74.26639.

## Demografía
Según la Oficina del Censo en 2000 los ingresos medios por hogar en la localidad eran de $117,395 y los ingresos medios por familia eran $125,465. Los hombres tenían unos ingresos medios de $87,902 frente a los $47,904 para las mujeres. La renta per cápita para la localidad era de $48,249. Alrededor del 1.2% de la población estaba por debajo del umbral de pobreza.